# BRM P67

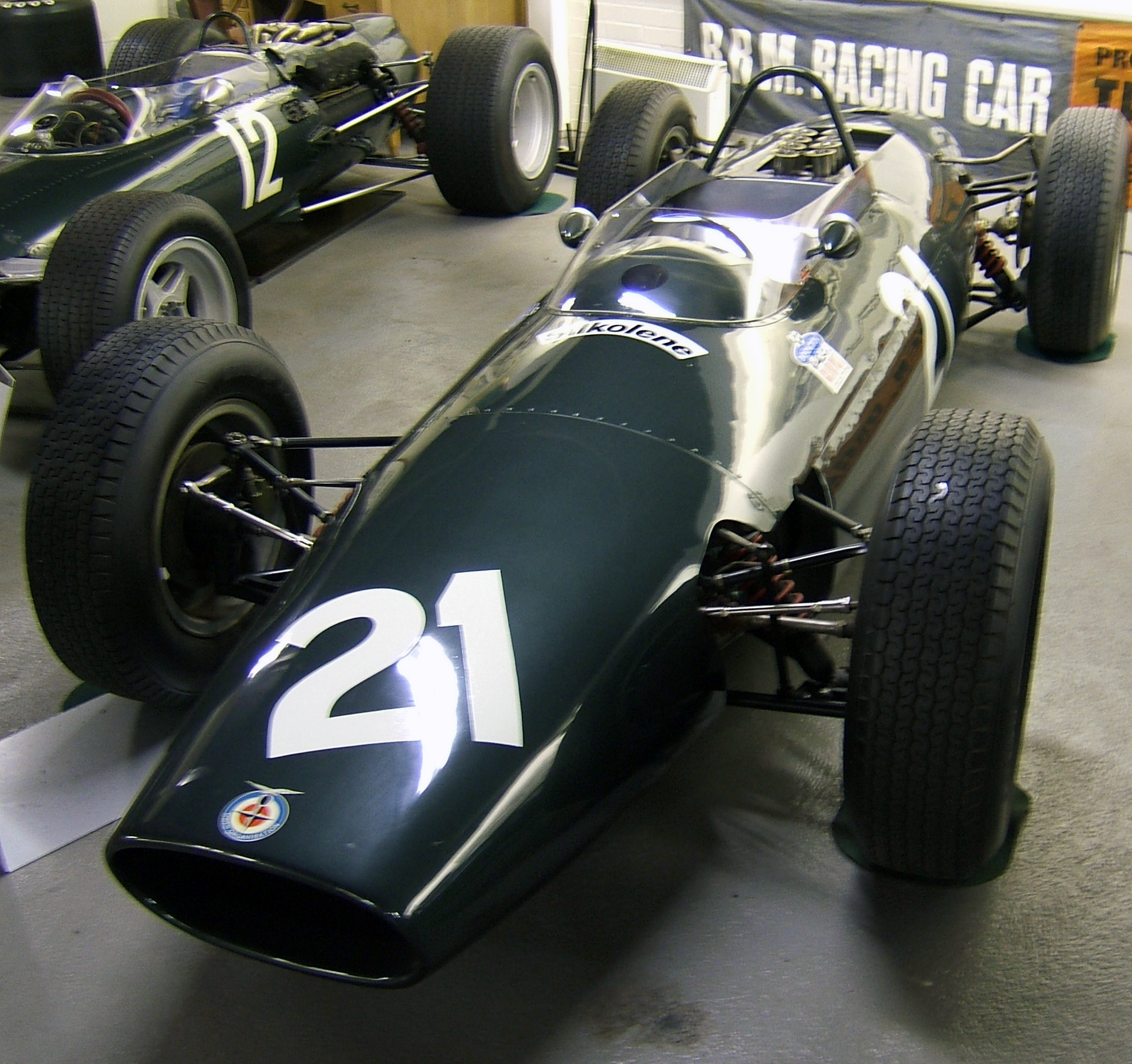
BRM P67

Der BRM P67, auch als B.R.M. P67 bezeichnet, war ein Formel-1-Rennwagen aus dem Jahre 1964. Der Wagen war ein Versuchsträger zur Erprobung des Allradantriebs und kam lediglich bei einem Rennen der Formel-1-Weltmeisterschaft zum Einsatz. 

## Technik und Geschichte
1964 experimentierte auch British Racing Motors mit Allradtechnologie im Monoposto-Bau. Techniker Mike Pilbeam griff dabei auf ein P61-Chassis aus dem Vorjahr zurück. Der V-Motor wurde um 180 Grad gedreht, sodass die Kupplung jetzt direkt hinter dem Cockpit lag. Das Cockpit wurde leicht nach links versetzt, damit man Platz für das Getriebegehäuse schaffen konnte, das nun neben den Beinen des Fahrers platziert wurde. Der Vierradantrieb stammte von Ferguson. Das Getriebe wog zusätzliche 75 kg (15 % des Gesamtgewicht des Wagens) war angesichts der Motorleistung von nur 200 PS des 1,5l Triebwerks dem Wagen einen konzeptionellen Nachteil verlieh.
B.R.M.-Werksfahrer Richie Ginther übernahm die Testarbeit, die einige Zeit in Anspruch nahm, da der Antrieb nicht ausgereift war. Der P67 sollte eigentlich den 16-Zylinder-Motor aufnehmen, an dem B.R.M. bereits parallel arbeitete. Der P67 gab sein Debüt beim Großen Preis von Großbritannien 1964. Richard Attwood war im Training aber so langsam, dass B.R.M. den Wagen wieder zurückzog. Aus Mangel an Ressourcen und weil die Teamleitung von B.R.M. vom Projekt nie wirklich überzeugt war, wurde die Arbeit am P67 eingestellt. Das Fahrzeug wurde in keinem Rennen der Automobil-Weltmeisterschaft eingesetzt.
Der Wagen stand dann zwei Jahre in der B.R.M.-Fabrik, ehe er an den britischen Rennfahrer Peter Lawson verkauft wurde. Lawson ersetzte den 1,5-Liter-Motor durch ein 2,1-Liter-Aggregat und gewann mit dem P67 1968 die britische Bergmeisterschaft.